# ハーロウ・バラFC
ハーロウ・バラ・フットボール・クラブ（Harrow Borough Football Club）はイングランド、ロンドン西部、ハーロウを本拠地とするサッカークラブチームである。2021-2022シーズンはサザンフットボールリーグ・プレミアディヴィジョンサウス（7部相当）に所属。

## 名称変更
- 1933-1938 ロクソニアンFC
- 1938-現在 ハーロウ・バラFC

## クラブ各種記録
一試合最多観客動員数
- 3,000人 vs ウィールドストーン FAカップ 1946

一試合最多得点勝利試合
- 13-0 vs ハンドリー・ページ（A） 1941.10.18

## タイトル

### 国内タイトル
- イスミアンリーグ・プレミアディヴィジョン:1回

1983-1984
- スパルタンリーグ・ディヴィジョン2・ウェスト:1回

1938-1939
- ミドルセックス・シニアカップ:2回

1982-1983,1992-1993
- ミドルセックス・チャリティーカップ:4回

1979-1980,1992-1993,2005-2006,2006-2007
- ハーロウ・シニアカップ:2回

1995-1996,1997-1998
- George Ruffell Memorial Shield:1回

2007-2008

### 国際タイトル
- なし

## 歴代所属選手
- ダリル・マーフィー（2002）
- ハワード・ニュートン（2004-2006）
- アルバート・アドマー（2006-2008）
- ジョーダン・アーチャー（2011）
- ニック・ポープ（2011）